# Jan Procházka
Jan Procházka, född 11 september 1984 i Prag, är en tjeckisk orienterare som vann guld i stafett vid VM 2012 samt silver i stafett vid junior-VM 2004 och silver i stafett vid EM 2014.